# Josef Mrňák

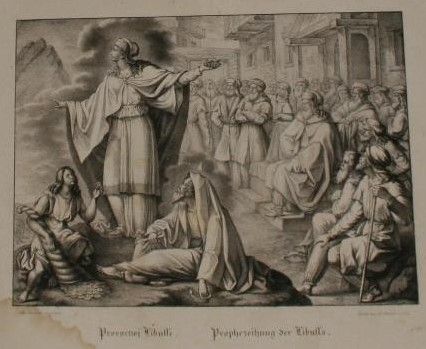
Josef Mrňák: Proroctví Libušino (litografie, 1820)

Josef Mrňák, též Mrniak (1795 Praha – 1. října 1867 Praha) byl český malíř.

## Život
V letech 1810–1827 vystudoval monumentální malířství na pražské Akademii, jeho profesorem byl Josef Bergler. Mezi jeho spolužáky patřili např. Václav Mánes, Franz Nadorp, Matěj Šťastný, Leopold Pollak nebo Martin Tejček.
V době jeho působení se výuka soustřeďovala především na kresby podle jeho kopií klasických děl a podle odlitků antických soch. Mrňákovy školní kresby byly oceňovány výročními cenami Akademie.

### Rodinný život
Žil ve společné domácnosti se svým bratrem, malířem Ignácem Mrňákem (* 22. května 1809 v Praze), asistentem na reálném gymnáziu. (Později, v roce 1843, je Ignác Mrňák uváděn jako učitel kreslení na diecézní škole v Tarnówu v tehdejší Haliči.)

## Dílo (výběr)
- Proroctví Libušino, litografická ilustrace  k dílu Historie česká w kamenopisných obrazích Václava Hanky a Antonína Machka (1820).[9]
- Kristus v Emauzích, olejomalba,  na výstavě Společnosti vlasteneckých přátel umění v Praze (1835)[10]
- Olejomalbu Jákobův sen prezentoval na výstavě absolventů Akademie v Klementinu roku 1839.[11]
- Biblické náměty Mojžíš, Smrt Ábelova a Prosby Otčenáše, také litografii Libušino proroctví připomněl Ján Kollár.[12]
- Kresba Kázání svatého Jana Křtitele a litografie Proroctví Libušino jsou v majetku Památníku národního písemnictví.[13]